# Jóhann Berg Guðmundsson
Jóhann Berg Guðmundsson (Reykjavík, 1990. október 27. –) izlandi válogatott labdarúgó, a Burnley játékosa.
Az izlandi válogatott tagjaként részt vett a 2016-os Európa-bajnokságon.

## Sikerei, díjai
AZ
- Holland kupa (1): 2012–13